# Bibliotheek van de Nationale Bank van België

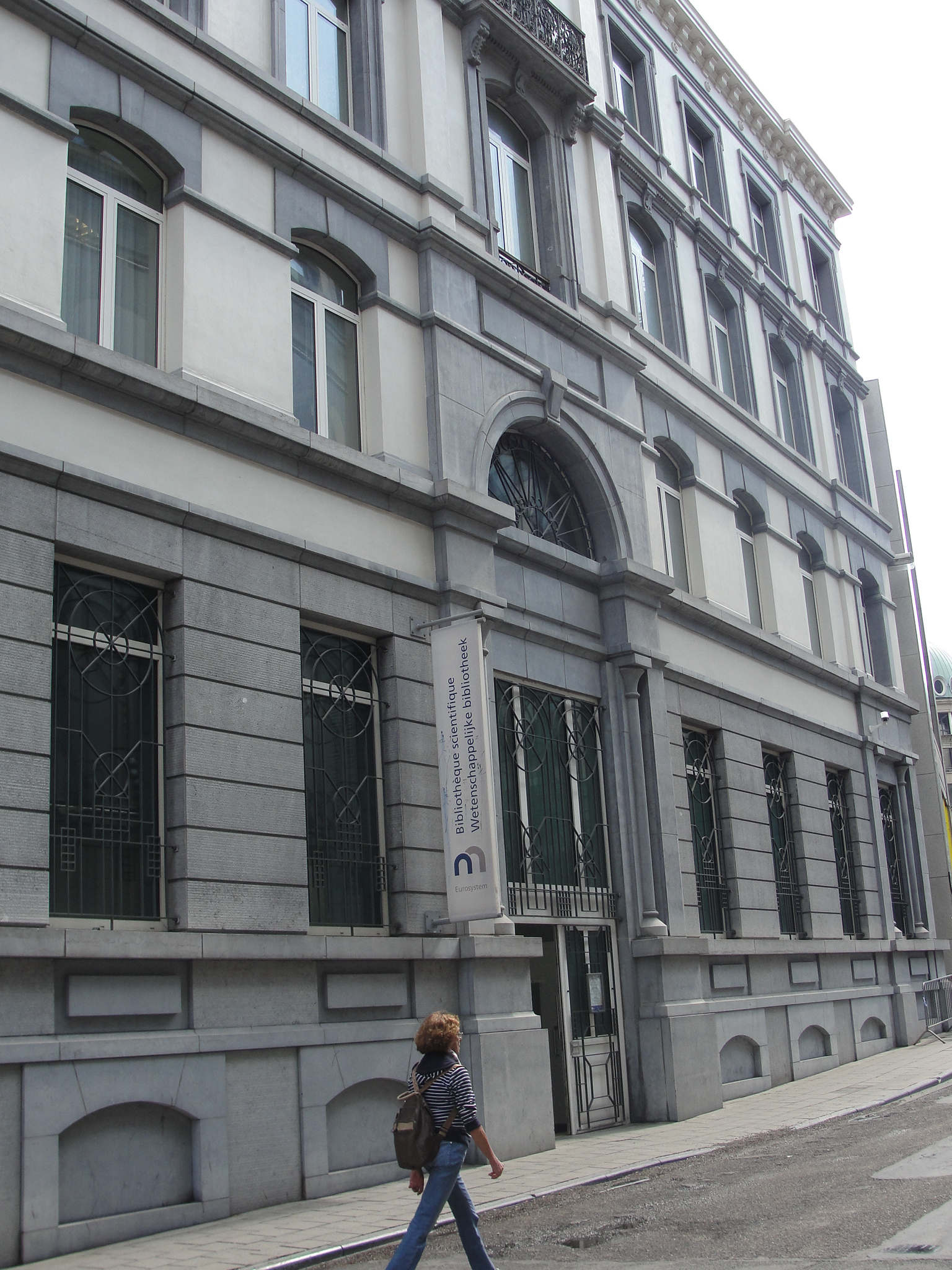
Gevel van het vroegere gebouw aan de Warmoesberg

De Bibliotheek van de Nationale Bank van België is de wetenschappelijke bibliotheek van de Belgische Nationale Bank. Ze is niet meer direct toegankelijk maar de collectie kan nog worden aangevraagd vanuit andere bibliotheken.
De bibliotheek was van 2010 tot 2016 gevestigd in een apart gebouw, dat vanaf 2018 de nieuwe site van het Museum van de Nationale Bank van België werd.

## Collectie
De bibliotheek van de Nationale Bank is gespecialiseerd in economie, financiën en monetair beleid. Met ongeveer 100 000 boeken en 1 300 tijdschriften bezit de bibliotheek een van de belangrijkste gespecialiseerde collecties van het land. 
Ten tijde van de publieke toegankelijkheid van de bibliotheek in de Warmoesberg maakten de in de rekken zichtbare boeken minder dan 10 % van de collectie uit. Dat waren enkel de recentste boeken, die het merendeel van de lezers aanspraken. De oudere boeken konden gewoon op verzoek in de leeszaal worden geraadpleegd. Het gebouw van de bibliotheek was publiek te bezoeken en de diensten van de bibliotheek waren gratis toegankelijk voor geregistreerde lezers.
Sinds 31 maart 2016 is het documentatiebestand, dat binnen zijn vakgebied nog steeds geldt als een van de meest volledige historische collecties van het land, enkel nog te ontginnen via aanvraag middels interbibliothecair leenverkeer vanuit andere bibliotheken. Het contactadres van de bibliotheek, Studiën - Bureau Documentatie, is ook terug gevestigd in de hoofdzetel van de Nationale Bank aan de de Berlaimontlaan.
De collectie is geïnventariseerd middels het catalogussysteem LIBISnet, vanouds ontwikkeld en beheerd door de KU Leuven. LIBISnet beheert zo naast de collecties van de KU Leuven zelf een twintigtal andere Belgische instellingen, waaronder naast de bibliotheek van de NBB ook deze van het Federaal Parlement en de FOD Financiën.